# Еди Кейзан
Еди Кейзан (на английски: Eddie Keizan) е пилот от Формула 1. Роден е на 12 септември 1944 година в Йоханесбург, ЮАР.

## Формула 1
Еди Кейзан прави своя дебют във Формула 1 в Голямата награда на ЮАР през 1973 година. В световния шампионат записва 3 състезания, като не успява да спечели точки. Състезава се с автомобили на Тирел и Лотус.